# Großer Muntanitz
Großer Muntanitz (3232 m n. m.) je hora ve skupině Granatspitze (součást Vysokých Taur) v rakouské spolkové zemi Tyrolsko. Nachází se asi 9 km severozápadně od vesnice Kals am Großglockner a asi 9 km severovýchodně od městečka Matrei in Osttirol. Na jižních svazích se rozkládá ledovec Gradötzkees. Jako první vystoupili na vrchol 2. září 1871 Arthur von Schmid a Thomas Groder. Großer Muntanitz je nejvyšší horou Granatspitzgruppe.
Na horu lze vystoupit po značené turistické trase č. 535 (Karl-Schottner-Weg) od chaty Sudetendeutsche Hütte (2650 m n. m.).